# Daniah Hagul
Daniah Hagul (sinh ngày 7 tháng 2 năm 1999) là một vận động viên bơi lội Libya. Cô từng thi đấu tại Thế vận hội mùa hè 2016 ở Rio de Janeiro. Cô là người phụ nữ duy nhất thi đấu cho Libya tại Thế vận hội 2016.

## Cuộc sống ban đầu
Cha mẹ của Hagul, Bashir và Samira, chuyển đến Malta vào những năm 1990. Gia đình sẽ dành kỳ nghỉ hè tại trang trại của ông nội của Hagul ở Azzahra, Libya. Hagul bắt đầu bơi từ năm 3 hoặc 4 tuổi và bắt đầu tập luyện nghiêm túc trong môn thể thao này từ năm 12 tuổi tại Câu lạc bộ bơi lội và bơi lội nước biển của Hải quân St Julians, Malta. Cô đã được nhận vào trường Mount Kelly ở Vương quốc Anh, một ngôi trường đã sản sinh ra một số vận động viên bơi lội Olympic.

## Sự nghiệp
Bầu không khí chính trị ở Libya đã gây ra một số trở ngại cho sự nghiệp thi đấu bơi lội của Hagul. Ở Libya, phụ nữ không khuyến khích mặc đồ bơi ở nơi công cộng, khiến những người bơi lội cạnh tranh nữ trở nên hiếm hoi nhưng không phải là chưa từng có. Sau biến động chính trị năm 2011, Liên đoàn bơi lội Libya và Ủy ban Olympic Libya đã phải vật lộn với nguồn tài trợ. Bể bơi và câu lạc bộ cũng trở nên khan hiếm ở Libya sau năm 2011. Mặc dù trong những thách thức phải đối mặt với cô, Hagul đủ điều kiện cho giải vô địch thế giới FINA Bể năm 2015 Kazan, Nga, nơi cô thi đấu trong vòng 100 mét và 50 mét sự kiện ếch. Hagul đạt được thời gian cá nhân tốt nhất là 1: 28,59 trong 100 mét bơi ngửa. Cô xếp thứ 68 trong sự kiện.
Sau khi bơi lội quốc gia của mình liên bang đã không thể để tài trợ cho chuyến đi Hagul để Rio de Janeiro cho Thế vận hội. Để tài trợ cho chuyến đi, Hagul quay sang một gây quỹ quần chúng chiến dịch đó chứng minh thành công. Hagul là người phụ nữ duy nhất cạnh tranh Libya tại Thế vận hội mùa hè 2016 ở Rio de Janeiro. Cô đã tham dự Thế vận hội Mùa hè 2016 trong sự kiện bơi ếch 100 mét nữ; thời gian 1: 25,47 của cô ấy trong lượt bơi không đủ điều kiện cho cô ấy vào bán kết.